# Болезнь Стилла
Болезнь Стилла (англ. Still's disease) — форма ювенильного ревматоидного артрита, для которой характерен серонегативный хронический полиартрит в сочетании с системным воспалительным процессом, развивающийся у детей в возрасте до 16 лет.

## История
Ювенильный артрит (ЮА) был впервые описан George Frederick Still в 1897 году как «особая форма болезни суставов, встречающаяся у детей». Работа была основана на клиническом опыте автора как медицинского регистратора и патолога. Джордж Стилл был первым, кто подробно описал течение хронического артрита у 22 детей, 19 из которых он лечил. Он выделил у детей: ревматоидный артрит, артропатию Жакку и системное начало артрита, которое до сих пор носит его имя. Он также описал особенности поражения суставов у детей, отличающиеся от ревматоидного артрита взрослых, и подчеркнул, что заболевание начинается до потери молочных зубов, с половым диморфизмом 50:50, лихорадкой, болью в горле, лимфаденопатией, спленомегалией, полисерозитом, анемией, отсутствием деформаций суставов и задержкой роста. Такая хроническая артропатия с острым началом ревматоидного артрита, сопровождавшимся лихорадкой, лимфаденопатией и/или спленомегалией, была описана у взрослых G. A. Bannatyne и A. Chauffard. Следует отметить, что описания единичных наблюдений с такой же клинической картиной встречались в литературе и до 1897 года.
Характерная сыпь, названная «ревматоидной сыпью» или «сыпью Стилла», в действительности была описана не самим G. F. Still, a M. E. Boldero, который в 1933 году указал на преходящую эритематозную сыпь на разгибательных поверхностях тела. Комментарий профессора F. Langmead указывал на то, что сыпь связана с лихорадочными атаками. Более подробная характеристика экзантемы впоследствии была проведена I. S. Isdale и E. G. Bywaters, которые продемонстрировали строгую связь между «ревматоидной сыпью» и другими симптомами болезни: интермиттирующей лихорадкой, болью в горле, лимфаденопатией, спленомегалией, лейкоцитозом и увеличением СОЭ.

## Эпидемиология
Артрит поражает примерно одного из 1000 детей, рождающихся каждый год. Однако примерно у одного из 10 000 детей артрит будет прогрессировать. Многие дети страдают от острой воспалительной формы артрита, которому сопутствует вирусная или бактериальная инфекция. Эта форма артрита, часто очень тяжёлая и сложная, начинается в течение короткого отрезка времени и обычно проходит через несколько недель или месяцев.

## Классификация
Существует несколько различных форм артрита, которые поражают преимущественно детей; некоторые врачи придерживаются следующего определения болезни Стилла: это детское заболевание, основными проявлениями которого являются артрит (который часто поражает несколько суставов), перемежающаяся лихорадка и быстропроходящая красная сыпь. Иногда при тяжёлом течении болезни она может распространиться на всё тело и осложниться увеличением селезёнки и лимфатических узлов, а также воспалением перикарда и радужки глаз. 

## Симптоматика
Симптомы артрита при болезни Стилла могут отходить на второй план вследствие выраженных системных проявлений заболевания. Артрит может отсутствовать в начальном периоде заболевания, или протекать в форме моно- или олигоартрита, или быстро купироваться.
Поражаются те же суставы, что и при остальных формах ревматоидного артрита — коленные, лучезапястные, голеностопные, проксимальные межфаланговые, локтевые, плечевые, пястнофаланговые, плюснефаланговые, тазобедренные, дистальные межфаланговые и височночелюстные. При артроцентезе, как правило, выявляются воспалительные изменения синовиальной жидкости II класса, а на рентгенограммах суставов обычно обнаруживаются отёчность мягких тканей, внутрисуставной выпот, изредка — периартикулярный остеопороз, в отдельных случаях наблюдаются эрозивные изменения и/или анкилозы костей запястья.
Поражение глаз при болезни Стилла:
- иридоциклит
- лентовидная дегенерация роговицы
- осложнённая катаракта

Ключевые симптомы:
- ежедневная лихорадка. Один или два раза за день температура тела повышается до 38—39 градусов Цельсия. Важно отметить, что у больных приступы лихорадки случаются всегда примерно в одно и то же время, что позволяет их предугадывать;
- высыпания на коже. Это пятна или папулы розового цвета, которые появляются в основном на груди и спине, а также на ногах. Отмечаются зуд и феномен Кёбнера.
- Боли в суставах. В начале заболевания артралгии появляются время от времени. При прогрессировании болезни уже через несколько месяцев боли в суставах становятся выраженными. Воспаление со временем приводит к анкилозу, когда человек не может двигать рукой или ногой в поражённом суставе.

Другие симптомы:
- Боль в горле. В начале заболевания горло болит у 90 % людей, что часто приводит к неправильной диагностике. Если у человека болит горло и повышается температура, ему чаще всего ставят ОРВИ и даже не предполагают аутовоспалительный процесс.
- Увеличение печени и селезёнки. На ранних стадиях — бессимптомное. Позднее может появиться боль в левом или правом подреберье.
- Увеличение лимфатических узлов. Могут увеличиваться различные группы лимфоузлов.
- Боль в животе. Отмечается на фоне увеличения лимфоузлов.
- Снижение веса без видимой причины[3].

## Болезнь у взрослых
Варианты течения болезни Стилла взрослых могут быть представлены как:
1. Циклический системный вариант. Этот вариант наблюдается у пациентов, у которых системные проявления болезни являются преобладающими. Поражение суставов умеренно выражено и протекает параллельно системным симптомам. Этот вариант, в свою очередь, может быть разделён на:
- моноциклический системный вариант. Характеризуется единственным приступом системной болезни различной продолжительности с последующей клинической и лабораторной ремиссией;
- полициклический системный вариант. Наблюдается два и более эпизода системной болезни, разделённых клинической ремиссией, продолжительностью как минимум два месяца.

2. Хронический суставной вариант. Этот вариант наблюдается у пациентов, у которых поражение суставов является хроническим. Больные этой категории могут иметь или не иметь сопутствующий полициклический системный процесс.
Лечение болезни Стилла взрослых зависит от течения заболевания и включает нестероидные противовоспалительные препараты (НПВП), глюкокортикоиды (ГК) и базисные противовоспалительные препараты (БПВП).

## Лечение
В лечении используют моноклональные антитела:
- Канакинумаб.
- Тоцилизумаб — рекомбинантное гуманизированное антитело к человеческому рецептору интерлейкина-6 (ИЛ-6).